# زیردریایی کوسه
| کوسه یا تراوت         | کوسه یا تراوت                                            |  |
| --------------------- | -------------------------------------------------------- |  |
|                       |                                                          |  |
| اطلاعات کلی           |                                                          |  |
| برگرفته از نام        | نام جانوری دریایی                                        |  |
| کلاس                  | زیردریایی کلاس تانگ                                      |  |
| کشور سازنده           | ایالات متحدهٔ آمریکا                                      |  |
| ساخت کارخانه          | جنرال داینامیکس                                          |  |
| مشخصات                |                                                          |  |
| طول کشتی              | ۲۶۹ پا (۸۲ متر)                                          |  |
| پهنای بدنه            | ۲۷ پا و ۳ اینچ (۸٫۳۱ متر)                                |  |
| ارتفاع ستون           | ۲۰ پا (۶٫۱ متر)                                          |  |
| حداکثر ظرفیت بارگیری  | ۱٬۶۴۱ تن (سبک‌وزن) ۲٬۱۴۲ تن (روی سطح) ۲٬۷۴۳ تن (زیر دریا) |  |
| سرعت                  | ۱۶٫۳ گره دریایی روی سطح ۱۷٫۴ گره دریایی زیر دریا         |  |
| جنگ‌افزارها            |                                                          |  |
| سرنوشت                |                                                          |  |
| تاریخ و محل بازسازی   | ۱۹۶۳ ۱۹۷۷ و ۱۹۷۸                                         |  |
| تاریخ خروج از خدمت    | ۲۰۰۸                                                     |  |
| تاریخ و محل اوراق شدن | ۲۰۰۹                                                     |  |

زیردریایی کوسه با نام کامل (IIS Kousseh (SS-101 یا تراوت با نام کامل (USS Trout (SS-566 از زیردریایی‌های کلاس تانگ، دومین شناور ارتش آمریکا بود که نام Trout (قزل‌آلا) را به خود گرفت.

## ساخت و به‌خدمت‌گیری
قرارداد ساخت این زیردریایی در تاریخ ۱۴ مهٔ ۱۹۴۸ به شاخهٔ «الکترونیک بُوْت» از «شرکت جنرال داینامیکس» در گروتون ایالت کانتیکت داده شد و ستون فقرات آن در همان جا در تاریخ ۱ دسامبر ۱۹۴۹ ساخته شد. این زیردریایی با حمایت بیوهٔ ناخدا سوم «آلبرت هابز کلارک» آخرین فرمانده ناو آمریکایی (USS Trout (SS-202 در تاریخ ۲۱ اوت ۱۹۵۱ راه انداخته شد. زیردریایی تراوت در تاریخ ۲۷ ژوئن ۱۹۵۲ تحت فرماندهی ناخدا دوم «جرج و. کیترج» به خدمت گرفته شد.

## پیشینهٔ خدمت

### خدمت در ناوگان اقیانوس آتلانتیک (اطلس)
زیردریایی تراوت دور از شهر نیولندن ایالت کانتیکت به‌عنوان واحدی از اسکادران زیردریایی ۱۰ میان سال‌های ۱۹۵۲ تا ۱۹۵۹ فعالیت کرد. طی این مدت، این زیردریایی عملیات‌های آموزشی و آمادگی را همراه شناورهای ناوگان آتلانتیک ایالات متحده و کشورهای عضو پیمان ناتو به انجام رساند و در آب‌های اقیانوس اطلس شمالی و دریای کارائیب انجام وظیفه کرد. زیردریایی تراوت در آزمون‌های ارزیابی سونار، تمرین‌های جنگ زیردریایی و تمرین‌های حمله به شبیه‌ساز غوطه‌ور شرکت کرد. به هنگام گذراندن تمرین‌های زیرسطحی همراه با زیردریایی خواهرش یعنی هاردر با نام کامل (USS Harder (SS-568، تراوت ۲۶۸ مایل دریایی را در زیر تخته‌های شناور یخ دور از ساحل نیوفاوندلند کانادا پیمود و رکوردی از دریاپیمایی زیرسطحی را برای زیردریایی‌ای با موتور معمولی به ثبت رساند.
در اوت ۱۹۵۹، تراوت بندر خانگی‌اش را به مقصد چارلستون ایالت کارولینای جنوبی ترک کرد و به اسکادران زیردریایی ۴ پیوست. در سپتامبر ۱۹۵۹ به‌عنوان نخستین سفر کاری‌اش به همراه ناوگان ششم ایالات متحده به آب‌های مدیترانه اعزام گردید. در دسامبر ۱۹۵۹ به نمایندگی از ایالات متحدهٔ آمریکا در مراسم پنجاهمین سالگرد تشکیل بخش زیردریایی نیروی دریایی پادشاهی نروژ در شهر برگن شرکت کرد.
در فوریهٔ ۱۹۶۰، تراوت به‌عنوان بستر آزمایشی برای آزمون شوک «شرکت کشتی‌های نیروی دریایی آمریکا» به کار گرفته شد. در سال ۱۹۶۱ نخستین جایزهٔ کارایی جنگی‌اش را دریافت کرد. در اوایل ۱۹۶۳، به «نیروی آزمون عملیاتی و ارزیابی» سرویس‌دهی کرد پیش از آن که در ژوئن ۱۹۶۳ در چارلستون طی ۶ ماه تعمیر و بهینه‌سازی شود.
طی سال‌های باقی‌مانده از دههٔ ۱۹۶۰، تراوت سه بار دیگر به آب‌های مدیترانه اعزام شد تا به‌عنوان واحدی از ناوگان ششم خدمت کند. در فاصلهٔ این مأموریت‌ها در تمرین‌های آموزشی و توسعه‌ای دور از ساحل شرقی ایالات متحده و در دریای کارائیب شرکت کرد.

### خدمت در ناوگان اقیانوس آرام
در ژوئن ۱۹۷۰، تراوت به ناوگان اقیانوس آرام ایالات متحده واگذار شد. دو بار از بندر خانگی تازه‌اش در سن‌دیگوی ایالت کالیفرنیا به اقیانوس آرام غربی اعزام گردید که یک بار آن در ۱۹۷۲ و بار دیگر در ۱۹۷۶ بود که عمدتاً برای سرویس‌دهی زیردریایی در تمرین‌های ضدزیردریایی شناورهای جنگی نیروی دریایی ایالات متحده، نیروی دریایی جمهوری کره (کرهٔ جنوبی) و نیروی دریایی جمهوری چین (تایوان یا چین تایپه) بود. در فاصلهٔ این مأموریت‌ها، در تمرین‌های ضدزیردریایی شرکت می‌کرد و در عملیات‌های محلی دور از ساحل جنوبی کالیفرنیا شرکت می‌جست و این خدمات را با تمرین‌های جنگ‌افزاری در شمال غربی اقیانوس آرام و خارج از دریاراه «پاجِت» ایالت واشینگتن به انجام رساند.
پس از بازگشت از مأموریت دوم اقیانوس آرام غربی به سن‌دیگو در ۲۹ ژانویهٔ ۱۹۷۶، تراوت وظیفهٔ نامعمولی را بر عهده گرفت. غوطه‌وری و به سطح آمدن پیاپی تا در فیلم ۱۹۷۸ «Gray Lady Down» به جای زیردریایی اتمی خیالی آمریکا یواس‌اس نپتون (USS Neptune) از آن فیلم‌برداری شود.

## خروج از خدمت و انتقال به ایران
در ۱ دسامبر ۱۹۷۶ به تراوت دستور داده شد تا بندر خانگی‌اش را به فیلادلفیای ایالت پنسیلوانیا تغییر دهد. در سال‌های ۱۹۷۷ و ۱۹۷۸ در «کارخانهٔ کشتی‌سازی فیلادلفیای نیروی دریایی» تحت تعمیر اساسی و بهینه‌سازی گسترده قرار گرفت تا به نیروی دریایی شاهنشاهی ایران بپیوندد. به محض پایان بهینه‌سازی در سال ۱۹۷۸ بندر خانگی‌اش به نیولندن ایالت کانتیکت انتقال یافت جایی که خدمهٔ ایرانی باید آموزش می‌دید. برنامهٔ آموزشی در ۱۹ دسامبر ۱۹۷۸ به پایان رسید و در همان روز همزمان نیروی دریایی آمریکا تراوت را از خدمت خارج کرد و از ثبت شناورهای نیروی دریایی به در آورد و به ایران انتقال داد.
نیروی دریایی شاهنشاهی ایران آن را به «کوسه» با نام کامل (IIS Kousseh (SS-101 تغییر نام داد. کنترل آن را خدمهٔ ایرانی‌اش در دسامبر ۱۹۷۸ در نیولندن ایالت کانتیکت در دست گرفتند ولی در مارس ۱۹۷۹ در پی انقلاب اسلامی آن را ترک کردند. کوسه به فیلادلفیا بازگشت، جایی که برای سال‌ها بی‌استفاده ماند در حالی که ایالات متحده امور مالی انتقال نافرجام آن را به ایران حل می‌کرد.

## بازگشت به خدمت ایالات متحده و به‌کارگیری متعاقب آن
سرانجام کوسه در سال ۱۹۹۲ به خدمت ایالات متحده بازگشت. در ۱۹۹۴ با بهای اسقاطی به «ادارهٔ اجرای برنامه برای جنگ‌های زیر دریا» فروخته شد و در نیوپورت ایالت رُدآیلند توقف کرد. پس از آن «شاخهٔ هواگرد مرکز جنگ هوایی نیروی دریایی» دستهٔ کی‌وست در کی‌وست ایالت فلوریدا آن را تملک کرد که در شاخهٔ امور دریایی و هدف‌های «فرماندهی سامانه‌های هوایی نیروی دریایی» به‌عنوان شناورِ هدفِ سونارِ غوطه‌ورشدنیِ کنترل از راه دور، و نیز هدف آکوستیک زیردریایی برای پژوهش و توسعهٔ جنگ ضدزیردریایی به کار گرفته شد.

## بازنشستگی
پس از به انجام رساندن آن خدمت، به «ادارهٔ نگهداری از شناورهای غیرفعال نیروی دریایی» در فیلادلفیا یدک کشیده شد، جایی که نیروی دریایی ایالات متحده آن را برای اهدا به موزه نگه می‌داشت ولی همهٔ کوشش‌ها برای نگهداری شکست خورد. در مهٔ ۲۰۰۸ شرکت «اسکو مارین» در براونزویل ایالت تگزاس، توانست قرارداد اسقاط آن را به دست آورد و در ۲۷ فوریهٔ ۲۰۰۹ اسقاط آن پایان یافت.

## در امور فرهنگی
در قسمت «نابینایی تحمل‌ناپذیر خوابیدن» انیمیشن «پادشاه خانوادهٔ هیل» دوست‌پسر مادر «هَنک» خالکوبی یک زیردریایی داشت که نام USS Trout II در زیر آن نوشته شده بود. او به «بابی» پسر هنک گفت که در جنگ کره در اقیانوس آرام دریانوردی کرده است.